# Catch the Catch
Catch the Catch es el álbum debut de la cantante alemana C.C. Catch publicado el 28 de abril de 1986. El álbum contiene 8 canciones estilo eurodisco, todas ellas compuestas, arregladas y producidas por el alemán Dieter Bohlen.

## Lista de canciones
Todas las canciones escritas y compuestas por Dieter Bohlen. 
| N.º | Título                                            | Duración |  |
| 1.  | «'Cause You Are Young» (Maxi-Version)             | 4:43     |  |
| 2.  | «I Can Lose My Heart Tonight» (Maxi-Version)      | 5:54     |  |
| 3.  | «You Shot A Hole In My Soul» (Maxi-Version)       | 5:16     |  |
| 4.  | «One Night's Not Enough»                          | 3:23     |  |
| 5.  | «Strangers By Night» (Maxi-Version)               | 5:45     |  |
| 6.  | «Stay» (Maxi-Version)                             | 5:47     |  |
| 7.  | «Jump In My Car» (Maxi-Version)                   | 4:33     |  |
| 8.  | «You Can Be My Lucky Star Tonight» (Maxi-Version) | 5:17     |  |

## Posición en las listas
| Chart 1986 | Máxima Posición |
| ---------- | --------------- |
| Alemania   | 6               |
| Austria    | 24              |
| Bélgica    | 7               |
| Noruega    | 6               |
| Suecia     | 25              |
| Suiza      | 8               |
| Yugoslavia | 2               |

## Créditos
- Música: Dieter Bohlen
- Letra: Dieter Bohlen
- Arreglos: Dieter Bohlen
- Producción: Dieter Bohlen
- Coproducción: Luis Rodriguez
- Publicación: Hansa/Hanseatic
- Distribución: BMG Records
- Dirección de Arte y Concepto: Manfred Vormstein
- Diseño: Ariola-Studios
- Fotografía frontal: Manfred Vormstein
- Fotografía trasera: Herbert W. Hesselmann